# أبو الطيب أحمد بن علي الماذرائي
أبو الطيب أحمد بن علي المظهاري (توفي سنة 915) كان عضوًا في العائلة الماذرائية البيروقراطية من المسؤولين الماليين، وشغل منصب مدير مالية مصر في عهد الدولة الطولونية خلال العقود الأخيرة منها.

## الحياة
أحمد هو ابن علي بن أحمد الماذرائي وحفيد مؤسس العائلة أبو بكر أحمد. كان أبو بكر قد عُيّن مراقبًا للمالية من الحاكم المستقل لمصر والشام، أحمد بن طولون، وقام بدوره بتعيين علي ممثلًا له في مصر، وعيّن الابن الآخر الحسين، ممثلًا له في الشام. بعد وفاة أبو بكر الصديق في عام 884، أصبح علي وزيرًا للممتلكات الطولونية حتى اغتياله في عام 896. وخلف أحمد والده في منصب المدير المالي لمصر، في حين تولى عمه الحسين المنصب المماثل في الشام، حتى نهاية الدولة الطولونية في عام 904-905. أصبح شقيق أحمد محمد وزيرًا في مكان والدهما في الفترة من 896 إلى 904. وبعد أن أعاد العباسيون السيطرة المباشرة على الأراضي الطولونية السابقة في عام 904-905، اُستبدل أحمد في مصر بعمه الحسين. توفي سنة 915.